# Jan Waldenström

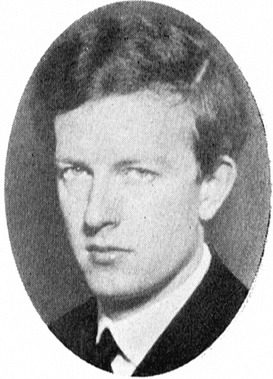
Jan Waldenström (undatiert)

Jan Gösta Waldenström (* 17. April 1906 in Stockholm; † 1. Dezember 1996 in Malmö) war ein schwedischer Internist.

## Familie
Jan Waldenström war Sohn von Henning Waldenström (1877–1972), Professor für Orthopädie am Karolinska Institutet, und dessen Frau Elsa Laurin (1870–1939). Sein Großvater väterlicherseits war Johan Waldenström (1839–1879), Professor für praktische Medizin an der Universität Uppsala. In erster Ehe war Jan Waldenström von 1932 bis 1956 mit Elisabeth Waldenström (1908–2000) verheiratet. Das Paar hatte drei Söhne und zwei Töchter. 1957 heiratete er Karin Nordsjö (1918–1990). Aus dieser Ehe gingen zwei Söhne hervor.

## Leben
Waldenström studierte bis 1933 Medizin an der Universität Uppsala. Anschließend war er ein Jahr an der TU München im Labor von Hans Fischer tätig. 1937 wurde er in Uppsala mit der Arbeit Studien über Porphyrie promoviert. 1947 wurde Waldenström zum Professor an der Universität Uppsala berufen. Von 1949 bis zu seiner Pensionierung 1972 war er Professor an der Universität Lund und Chefarzt für Innere Medizin am zugehörigen Krankenhaus in Malmö (Malmö Allmänna Sjukhus).

## Wirken
Nach Waldenström ist der Morbus Waldenström (Synonym „Makroglobulinämie Waldenström“) benannt, eine langsam voranschreitende maligne Lymphomerkrankung, die mit einer abnormalen Bildung von Immunglobulin M (IgM) einhergeht und zu den B-Zell-Non-Hodgkin-Lymphomen gezählt wird. Jan Waldenström beschrieb die Krankheit erstmals 1944 im Rahmen eines Fallberichtes. 1943 beschrieb er die Purpura hyperglobulinaemica, eine Gerinnungsstörung bei Paraproteinämien.

## Ehrungen
- 1950: Mitglied der Königlichen Physiographischen Gesellschaft in Lund[4]
- 1952: Ehrenmitglied der Deutschen Gesellschaft für Hämatologie und Medizinische Onkologie[6]
- 1963: Mitglied der Königlich Schwedischen Akademie der Wissenschaften[4]
- 1964: Mitglied der Deutschen Akademie der Naturforscher Leopoldina[7]
- 1966: Gairdner Foundation International Award[8]
- 1966: Mitglied der American Academy of Arts and Sciences
- 1969: Mitglied der National Academy of Sciences
- 1972: Paul-Ehrlich-und-Ludwig-Darmstaedter-Preis[9]
- 1978: Auswärtiges Mitglied der Académie des sciences[10]

## Veröffentlichungen (Auswahl)
- Studien über Porphyrie. In: Acta medica Scandinavica. Suppl. 82, 1937. S. 1–284, ISSN 0365-463X.
- Reflections and recollections from a long life with medicine (= Haematologica series, Ferrara Storti Foundation), Il pensiero scientifico, Rom 1994, ISBN 978-88-7002-654-2.